# Stålbørste
En stålbørste er et værktøj, der består af en børste, hvis børstehoved ikke har hår men i stedet små metaltråde. Stålet er normalt hård og elastisk.
Stålbørste kan have børster af stål eller messing afhængig af anvendelsen. Børsterne sidder typisk fast med epoxy, kramper eller anden bindemateriale. Håndtaget er normalt af træ eller pålastik. Der findes også stålbørster, som kan monteres påvinkelslibere, slibemaskiner, boremaskine eller andre power tools.
Stålbørster bruges til at slibe, bl.a. til at fjerne rust eller maling. Messingbørster bruges ofte, hvis der slibes på et brændbart materiale for sænke risikoen for antændelse. De bruges også til at rense grillriste, men der er også blevet advaret mod bruges af stålbørster til dette grundet risikoen for at små stykker metal finder vej ind i maden og derved ind i mennesker.